# Bartolomeo Montalbano
Bartolomeo Montalbano (o Montalbani) O.F.M.Conv. (Bologna, c. 1598 – Venezia, prima del 18 marzo 1651) è stato un francescano e compositore italiano.
Entrato nel 1619 nell'ordine dei frati minori conventuali, fece la professione religiosa nel 1622. Dello stesso ordine fu alunno anche il fratello Guido (1600-1698), anch'egli musicista. Nel 1629 Bartolomeo era maestro di cappella a San Francesco di Palermo, e quindi, nel 1642, di San Francesco di Bologna.
Il 18 marzo 1651 la notizia della sua morte, avvenuta a Venezia, fu comunicata ai confratelli del convento bolognese. 
Come maestro di cappella di San Francesco di Bologna gli successe il fratello Guido che rivesti di nuovo, periodicamente, tale carica fino al 1680.

## Opere
Della sua produzione musicale rimangono solo due opere pubblicate durante il magistero palermitano:
- Sinfonie ad uno, e doi violini, a doi, e trombone, con il partimento per l’organo, con alcune a quattro viole (Palermo 1629)
- Motetti ad 1, 2, 3, 4, et 8 voci, con il partimento per l’organo, et una messa a 4 voci (Palermo 1629)